# 西部方面军 (苏俄)
西部方面军（俄语：Западный фронт）是俄国内战以及波苏战争期间蘇俄红军和蘇聯紅軍的一个方面军，設立於1919年2月12日至1924年4月8日之间。西部方面军是在已经撤编的北部方面军基礎上成立。西部方面军曾将司令部设在旧鲁萨、莫洛傑奇諾、陶格夫匹尔斯、斯摩棱斯克以及明斯克。